# Sextus Appuleius (consul in 29 v.Chr.)
Sextus Appuleius was de zoon van Sextus Appuleius en Octavia Thurina maior. Hij was consul in 29 v.Chr., samen met Gaius Iulius Caesar Octavianus. Nadien ging hij als proconsul naar Hispania. Voor de overwinningen die hij daar behaalde, werd hem in 26 v.Chr. een triomftocht toegekend (Cass. Dio, LI 20; Fasti Capitolini.).